# اختبار طابع البريد
اختبار الطابع البريدي هو اختبار لتقييم الانتصاب الليلي في علاج العجز الجنسي.   تثبت سلسلة من الطوابع البريدية المتصلة بواسطة ثقوب تسمح بسهولة التمزق حول القضيب الرخو للذكور قبل النوم مباشرة. إذا تمزقت الوصلات المثقبة بين الطوابع عند الاستيقاظ، يعتبر ذلك كدليل على الانتفاخ الليلي. رغم ذلك، هناك أيضًا احتمال تغير وضع النوم في السرير بطريقة ما قد تمزق الوصلات دون تحقيق الانتصاب الليلي، مما يتسبب في نتيجة إيجابية خاطئة .[بحاجة لمصدر]</link>